# Caplin Cove
Pour les articles homonymes, voir Caplin.
Caplin Cove est une communauté canadienne située sur l'île de Terre-Neuve dans la province de Terre-Neuve-et-Labrador.  Elle est traversée par la route 204.